# Třída Acorn
Třída Acorn (jinak též třída H) byla třída torpédoborců Royal Navy z období první světové války. Pro britské námořnictvo bylo postaveno 20 torpédoborců této třídy. Ve službě byly v letech 1910–1921. Nasazeny byly ve světové válce. Ve službě byly tři potopeny. Dva torpédoborce byly v letech 1917–1919 zapůjčeny japonskému císařskému námořnictvu.

## Stavba

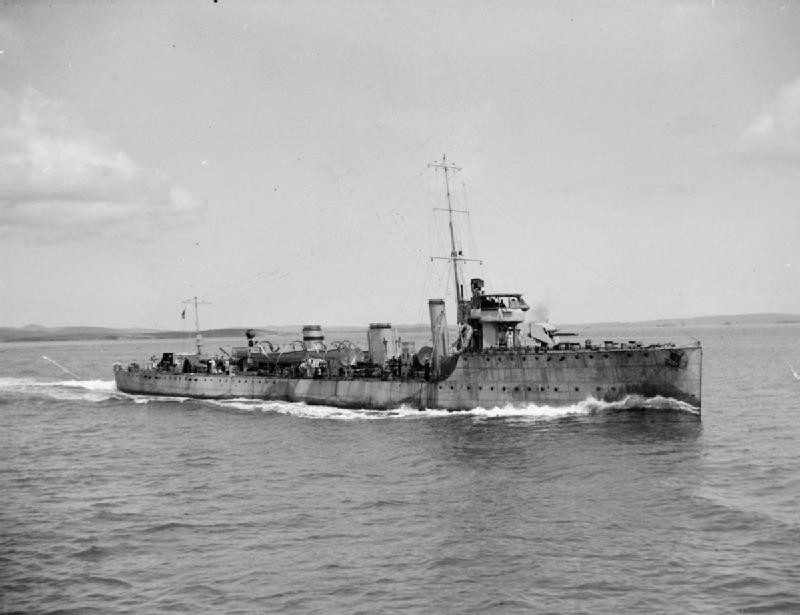
HMS Redpole

V letech 1909–1912 bylo pro britské námořnictvo postaveno celkem 20 torpédoborců této třídy. Fairfield Shipbuilding and Engineering Company v Govanu, J. Samuel White v Cowesu, John Brown & Company v Clydebanku, Hawthorn Leslie v Hebburnu, John I. Thornycroft & Company ve Woolstonu, Swan Hunter ve Wallsendu, William Denny and Brothers v Dumbartonu a Inglis v Pointhouse. Do služby byly přijaty v letech 1910–1912.
Jednotky třídy Acorn:
| HMS Cameleon  | Fairfield       | 1909 | 2. června 1910    | prosinec 1910 | Prodán do šrotu 1921.                                                                                     |
| HMS Comet     | Fairfield       | 1909 | 23. června 1910   | leden 1911    | Dne 6. srpna 1918 byl ve Středomoří kolizi vlečen, přičemž na palubě došlo k výbuchu a potopení plavidla. |
| HMS Redpole   | White           | 1909 | 24. června 1910   | únor 1911     | Prodán do šrotu 1921.                                                                                     |
| HMS Acorn     | John Brown      | 1909 | 1. července 1910  | listopad 1910 | Prodán do šrotu 1921.                                                                                     |
| HMS Goldfinch | Fairfield       | 1909 | 12. července 1910 | únor 1911     | Dne 19. února 1915 ztroskotal na Orknejích.                                                               |
| HMS Nemesis   | Hawthorn Leslie | 1909 | 9. srpna 1910     | březen 1911   | V letech 1917–1919 zapůjčen Japonskému císařskému námořnictvu jako Kanran. Prodán do šrotu 1921.          |
| HMS Rifleman  | White           | 1909 | 22. srpna 1910    | březen 1911   | Prodán do šrotu 1921.                                                                                     |
| HMS Larne     | Thornycroft     | 1909 | 23. srpna 1910    | únor 1911     | Prodán do šrotu 1921.                                                                                     |
| HMS Alarm     | John Brown      | 1909 | 29. srpna 1910    | březen 1911   | Prodán do šrotu 1921.                                                                                     |
| HMS Hope      | Swan Hunter     | 1909 | 6. září 1910      | březen 1911   | Prodán do šrotu 1920.                                                                                     |
| HMS Nereide   | Hawthorn Leslie | 1909 | 6. září 1910      | duben 1911    | Prodán do šrotu 1921.                                                                                     |
| HMS Brisk     | John Brown      | 1910 | 20. září 1910     | červen 1911   | Prodán do šrotu 1921.                                                                                     |
| HMS Lyra      | Thornycroft     | 1909 | 4. října 1910     | únor 1911     | Prodán do šrotu 1921.                                                                                     |
| HMS Staunch   | Denny           | 1910 | 29. října 1910    | březen 1911   | Dne 11. listopadu 1917 byl poblíž Dajr al-Balah potopen německou ponorkou typu UC II SM UC-38.            |
| HMS Ruby      | White           | 1910 | 4. listopadu 1911 | duben 1911    | Prodán do šrotu 1921.                                                                                     |
| HMS Martin    | Thornycroft     | 1909 | 15. prosince 1910 | březen 1911   | Prodán do šrotu 1920.                                                                                     |
| HMS Sheldrake | Denny           | 1909 | 18. ledna 1911    | květen 1911   | Prodán do šrotu 1921.                                                                                     |
| HMS Nymphe    | Hawthorn Leslie | 1909 | 31. ledna 1911    | květen 1911   | Prodán do šrotu 1921.                                                                                     |
| HMS Minstrel  | Thornycroft     | 1909 | 2. února 1911     | květen 1911   | V letech 1917–1919 zapůjčen Japonskému císařskému námořnictvu jako Sendan. Prodán do šrotu 1921.          |
| HMS Fury      | Inglis          | 1909 | 25. dubna 19121   | únor 1912     | Prodán do šrotu 1921.                                                                                     |

## Konstrukce

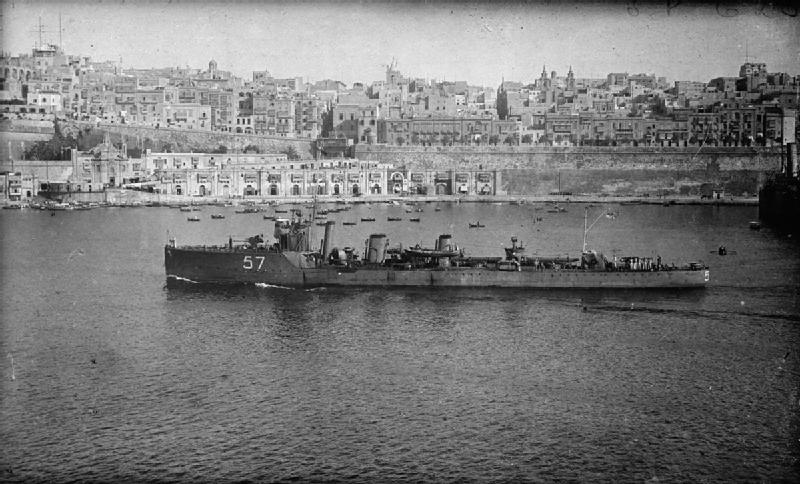
HHS Larne

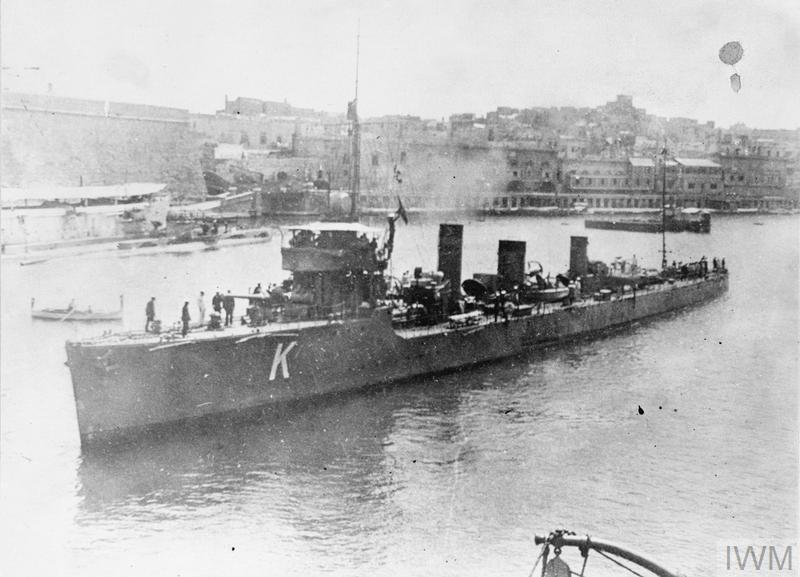
Japonský torpédoborec Sendan (ex HMS Brisk)

Základní výzbroj představovaly dva 102mm kanóny, dva 76mm kanóny a dva jednohlavňové 533mm torpédomety. Pohonný systém tvořily čtyři kotle pohánějící tři turbíny o výkonu 13 500 hp, roztáčející tři lodní šrouby. Pouze HMS Brisk měl čtyři kotle, dvě turbíny a dva lodní šrouby. Nejvyšší rychlost dosahovala 27 uzlů.

## Operační služba
Britské královské námořnictvo třídu provozovalo v letech 1910–1921. Nasazeny byly za první světové války. Ve službě byly tři ztraceny (Comet, Goldfinch a Staunch).